# 原哲夫
原哲夫（1961年9月2日—）在日本东京都出生的漫画家。擅长描繪男子漢是原哲夫漫画作品的特色。最知名的代表作品是《北斗神拳》。

## 人物介绍
原哲夫在中學三年級时，因為看了角田次郎的漫画《其他君》後 立志成为漫画家。在高中時，他以小说作家星新一的一部超短篇小说为剧本，畫了他的第一部漫画作品《现代的人生》。在他高中毕业以后，他在高桥義广门下担任助手，在此时，他又在小池一夫所开设的一个漫画学习班学习了一年半的漫画。直到1982年，他独自创作了他的第一部长篇漫画《铁人堂吉诃德》在漫画杂志《周刊少年Jump》上发表连载。第二年，他又畫了《北斗神拳》,意外地获得了巨大的成功，使他名气急升。漫畫裡面的經典台词“你已经死了”还成为当时的流行用语。同时这部作品还被制作成了TV动画。1989年，原哲夫又根据小说家隆庆一郎的原始作品畫了日本古代战国时的漫画《花的庆次 —在云的那边—》。现在，原哲夫则把主要的工作放在儿童绘本的繪畫編劇上。
由于常年过劳，他患上了圆锥角膜病，视力严重下降。因此，他只能闭着一只眼睛画画，但他现在 "靠毅力画画"（他说：画中有很多线条，是因为他反复重画，试图画出笔直的线条）。 在这种情况下，他曾一度宣称自己将在《苍天之拳》系列完结时退出漫画家的行列，但他在 2010年《苍天之拳》完结后又继续创作了《战争之子织田三郎信长传》，并一直连载到2022年。

## 作品列表
- 铁人堂吉诃德（鉄のドンキホーテ） 1982年〜83年（全2卷）
- 北斗神拳（北斗の拳） 1983年〜88年（全27卷）
- 藍戰士（機器戰警）（CYBERブルー） 1988年〜89年（全4卷），玉皇朝和長鴻代理。
- 花的庆次 —在云的那边—（花の慶次 ―雲のかなたに―） 1990年〜93年（全18卷）
- 影武者徳川家康 1994年〜95年（全6卷）
- 破軍星（全6卷）
- 猛龍星（猛き龍星 ）1995年（全3卷）
- SAKON（左近）＝戦国風雲録＝ 1997年〜2000年（全6卷）
- 九头龙（ヒュドラ） 1997年〜98年（全1卷）
- 公権力横領捜査官 中坊林太郎 1998年〜2000年（全2卷）
- 阿弖流為二世（アテルイ）Ⅱ世 2000年〜
- 苍天之拳（蒼天の拳) 2001年〜2010年（全22卷）
- 戰争之子 織田三郎信長傳（日语：いくさの子 織田三郎信長伝） 2010年〜